# Laertes
Laertes (gr. Λαέρτης) – ojciec Odyseusza; syn Arkejsjosa; podczas nieobecności syna na Itace mieszkał samotnie z dala od dworu Penelopy; po powrocie syna spod Troi, odmłodzony przez Atenę, pomógł Odyseuszowi w walce z krewnymi pomordowanych zalotników.
Brał udział w wyprawie Argonautów i w polowaniu na dzika kalidońskiego.